# Folyami bödöncsiga
A folyami bödöncsiga (Theodoxus fluviatilis) egy Európában őshonos, édesvizű folyókban és alacsony sótartalmú vizekben élő csigafaj.

## Megjelenése

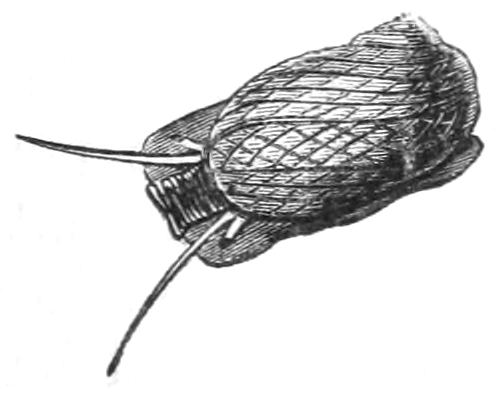
1854-es rajz a folyami bödöncsigáról

A csigaház 4–5 mm magas, 9–10 mm széles, 3 kanyarulatból áll, nyújtott félgömb alakú, döntő részét az utolsó kanyarulat alkotja. Alapszíne sárgásfehér vagy krémszínű, amin rendkívül változatos, vörösbarna, sötétbarna vagy sárgás-zöldes foltos vagy recés mintázat figyelhető meg. A sárgászöldes szín az édesvízi példányokra jellemző, a tengerben élők szinte feketék is lehetnek. Operculuma (lábához tapadó héjfedője, amivel elzárja háza bejáratát mikor visszahúzódik) vörösesfehér, barnásvörös szegéllyel.

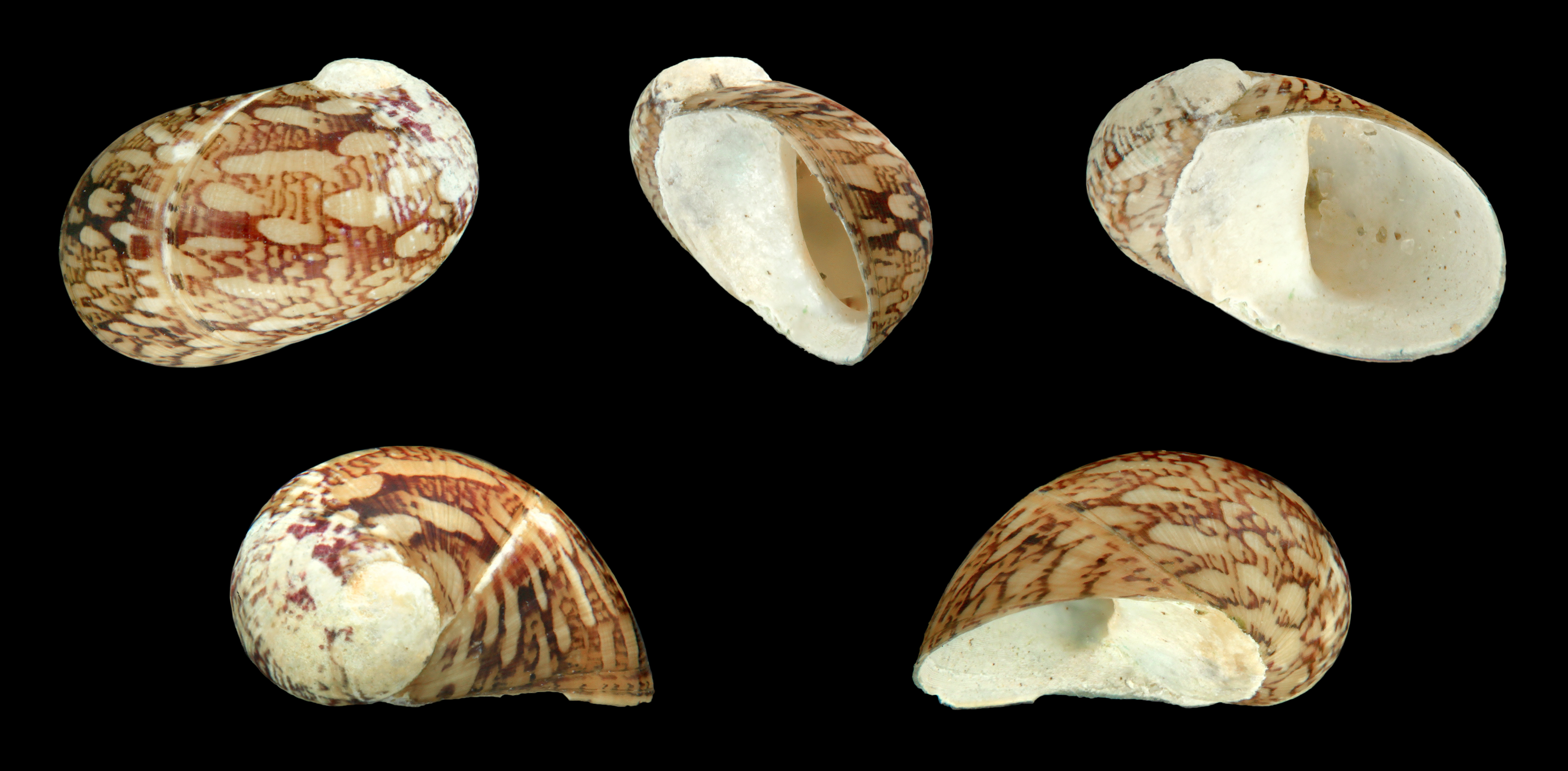
Theodoxus fluviatilis littoralis
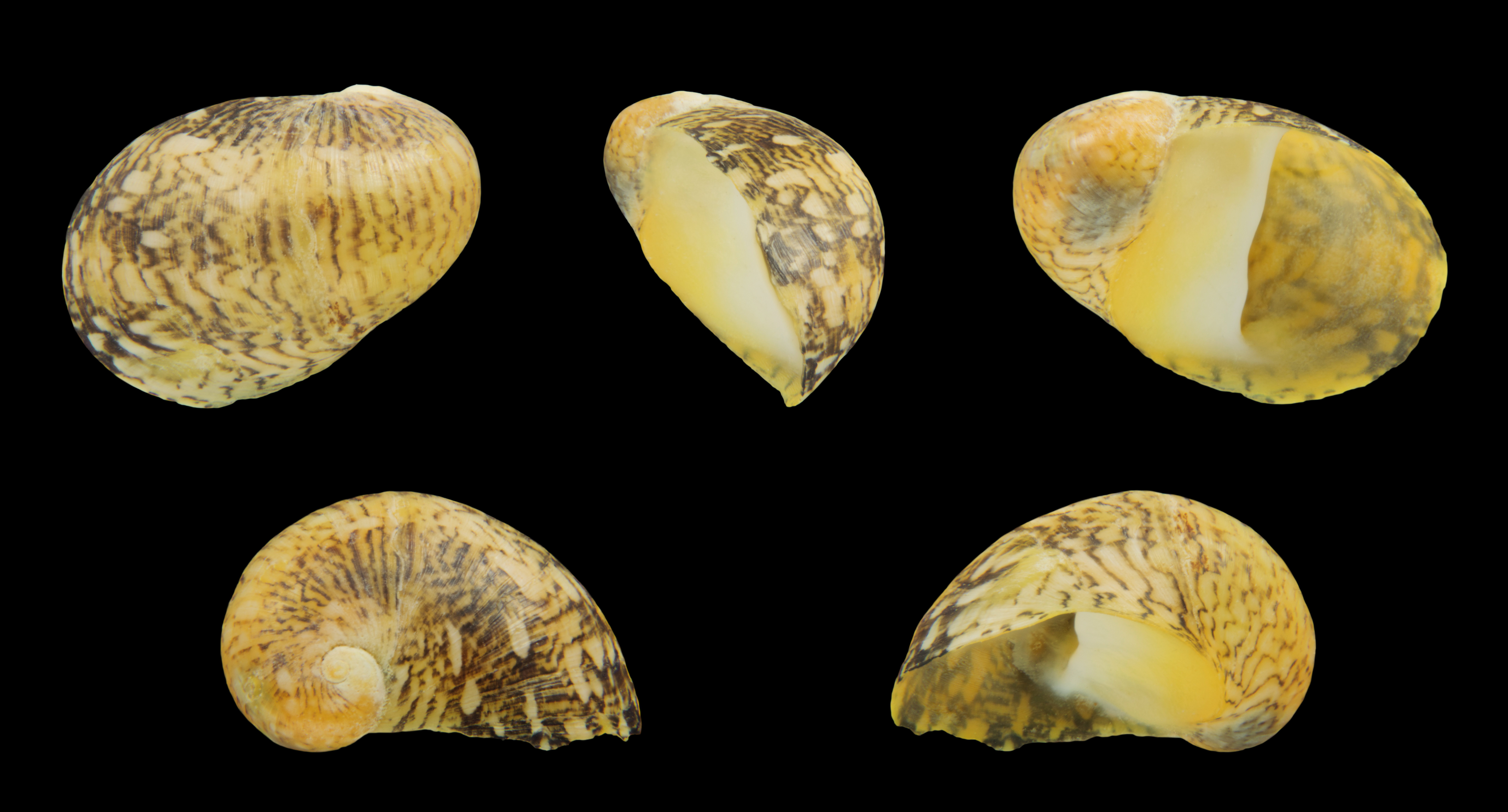
Theodoxus fluviatilis dalmatinus

## Elterjedése és életmódja
Egész Európa (kivéve az Alpokat és Norvégiát) folyóvizeiben és tengerpartjain előfordul, egyes helyeken terjedőben levő, invazív faj. Magyarországon az ötvenes-hatvanas években figyelték meg a Tiszában, azóta már a Dunában is megtelepedett, viszonylag gyakori faj és kiszorítja az őshonos bödöncsigákat (T. danubialis, T. transversalis). A genetikai vizsgálatok alapján eredetileg a Fekete-tengerben és a Duna völgyében élt, innen terjedt tovább Törökország és Észak-Itália irányába, majd Spanyolországon keresztül a Brit-szigetek partvidékeire és a Balti-tengerbe.
A folyókban 13 m, a tengerekben 60 m mélységig a köveken, fatörzseken megtelepedett algákat eszi, ezért főleg köves aljzatú folyórészeken, esetleg kemény vizű tavakban, barlangi patakokban található. Inkább (de nem kizárólag) éjjel aktív. A szárazföldi csigáktól eltérően váltivarúak, szaporodási időszakuk április közepétől októberig tart. 45-65 petéjét kövekre, kagylókra vagy gyakran más bödöncsigák héjára tapasztja. A petékből a csigák kb. egy hónap múlva kelnek ki (25 °C-os vízben, 20 °C-osban két hónap is lehet). Élettartamuk 2-3 év.
Németországi populációi veszélyeztettek, Svájcban kritikusan veszélyeztetett, Csehországból kipusztult, Magyarországon nem védett.

## Külső hivatkozások
- Fajleírás (angol nyelven) Archiválva 2015. szeptember 23-i dátummal a Wayback Machine-ben
- Fajleírás (angol nyelven)